# Liriomyza kleiniae
Liriomyza kleiniae är en tvåvingeart som beskrevs av Erich Martin Hering 1927. Liriomyza kleiniae ingår i släktet Liriomyza och familjen minerarflugor.
Artens utbredningsområde är Kanarieöarna. Inga underarter finns listade i Catalogue of Life.